# 志麻
志麻（しま、1989年12月1日）は、日本の男性歌い手、歌い手ユニット浦島坂田船のメンバー。高知県出身。

## 人物・来歴
2009年、ニコニコ動画、ニコニコ生放送にて活動を開始する。その際設立されたコミュニティ（サイト内のサービスの名称）の名前はSHIMA☆STYLE。
2013年には同サイトでニコ生主及び歌い手として活動するうらたぬき、あほの坂田。、センラと共に歌い手グループ浦島坂田船を結成する。
2016年にリリースされたアルバム「CRUISE TICKET」でメジャーデビューを果たす。
2019年よりHIPHOPメディアミックスプロジェクト Paradox Liveにおいて、悪漢奴等 雅邦 善のcvを担当。
ファンの名称は「志麻リス」で「リス」と略されることもある。尚、動物名のシマリスとは発音が異なるため注意が必要。ファンマークは「♔」、「💜🐿」。イメージカラーは紫、イメージ動物はリス。自身の妖精はリスをモチーフとした「まぁる」、2023年に開催されたワンマンライブVioletからはシマエナガをモチーフとした「エナガナガ」が存在する。好きな食べ物はオクラ、苦手な食べ物はゴーヤと辛いもの。大の甘党でスターバックスの抹茶フラペチーノを好んで飲む。また自他ともに認める酒豪である。
MBTIは2024年12月25日のクリスマス配信にてINFJ-Tと診断。(以前はISFP)骨格はストレート、パーソナルカラーはブルべ冬。全て自己診断及びリスナー（ファン）の診断。高所恐怖症、閉所恐怖症、色弱を公言している。
声真似が得意で代表キャラはスネーク。その他「ドラえもん」「にゃんちゅう」「大蛇丸」などをはじめ多岐にわたる声を出すことが出来ることから【声帯マンション】という異名を持っている。
様々な職業経験があり、そのエピソードも豊富。整った容姿を理由に某関西のテーマパークのキャスト、居酒屋、カラオケのバイトを落とされた。また戦隊モノのオーディションでは身長を理由に落ちた経験がある。
小学生の頃よりバレーボールに打ち込み、国体の選手に選ばれた事がある。
日頃から関西弁を話すが稀に土佐弁で話すことがある。
女性アイドルグループNiziUのファンであることを公言しており推しは非公開。浦島坂田船のライブで総合演出を担うことも多く演出の勉強としての面でもライブイベントを楽しんでいるという。男性アイドルグループなにわ男子のファンクラブにも入会しており、推しは大西流星。
有明アリーナで足をつった初の男性アーティストである。

## 出演

### ボイスドラマ
- オナニーマスター黒沢（学生、ラジオDJ）
- 茶を濁すっ！！（加賀見）
- 月が落ちる前に（研究員、父親、ならず者）
- 人妖魔伝（九条）
- Xenon（フランツ）
- 神々★ぱらだいむ（渡来かずま）
- アイドル学院☆(スタァ)浦島坂田船（志麻）
- スペースシップ☆浦島坂田船（志麻）
- 「燃えろ！ スポ根★浦島坂田船」（志麻）
- Paradox Live（2019年 - 雅邦善[4]）
- Toxic-a-Holic（2024年 - ディオン[5][6]）

### ゲーム
- 魔王と旅人（魔王）
- BIO WEAPON（ボディ・ブロー）
- 言葉のちから (志麻)
- 声で応援 (志麻)
- CROSS×BEATS - アプリ内収録楽曲　133.妄想全開　作詞作曲：ふぉP　歌：志麻
- ハンサムB☆Y's〜恋する君に死ぬほど夢中〜（志麻）
- 劇場推理 人狼狂（ヴィルジネ）
- SPY RUMBLE（志麻）
- 三国志覇道（麴義[7]、張嶷）
- アサシンクリードシャドウズ[8]

### テレビアニメ
- 浦島坂田船の日常（2019年、志麻）
- Paradox Live THE ANIMATION（2023年、雅邦善[9]）

### テレビ番組
- ドキュメント72時間 「ネット生中継な人たち」（NHK：2013年6月7日）
- エンダン（NOTTV：2013年12月18日）
- アニメが好きすぎて生きてるのが辛い（NOTTV：2014年7月2日 - 9月19日）
- 金曜カーソル（WOWOW：2014年5月16日 ）
- musicるTV（テレビ朝日：2020年11月23日 ）
- めざましテレビ（フジテレビ：2021年7月23日 ）
- 『Paradox Live THE ANIMATION』 Special Program（アニマックス：2023年10月7日 ）

### インターネット番組
- 「ガンホーフェスティバル2014」ミスター☆ディバインの部屋（ニコニコ生放送：2014年5月25日）
- ニコニコ23.5時間テレビ（ニコニコ生放送、日本テレビ：2015年7月18日-7月19日）
- ニコバー通信！（TwitCasting、YouTube：2016年3月17日 - 2020年3月12日 ） - 総合MC
- 夢を叶えLAWSON！ #1（ニコニコ生放送：2016年10月29日）
- ニコニコ闘会議2017（ニコニコ生放送：2017年2月12日） - MC
- 実況王（AbemaTV：2018年2月）
- Hit Game Live! #16（AbemaTV：2018年5月9日）
- RAGE Rainbow Six Siege DREAM MATCH 2018（AbemaTV、OPENREC.tv：2018年9月16日）
- Paradox Live Opening Show直前特番 （AbemaTV：2020年1月29日）
- 手越祐也のゲームしようぜ！（OPENREC.tv：2020年2月25日）
- Paradox Live TV #2（AbemaTV：2020年6月27日）
- Paradox Live TV #4（AbemaTV：2020年10月2日）
- Paradox Live TV #5 Special Ver.（AbemaTV：2020年11月7日）
- Paradox Live TV #7（AbemaTV：2021年3月9日）
- コーエーテクモLIVE! in TGS2022[10]（Youtube：2022年9月11日）
- 三国志覇道2.5周年直前生放送[11]（Youtube：2023年3月14日）
- 三国志覇道3周年直前生放送[12]（Youtube：2023年9月11日）

### CM
- SUZUKI ニコニコカー「ワクワク広がれ 町会議」篇（2016年、ウェブCM）
- SUZUKI ニコニコカー「2017ver.登場」篇（2017年、ウェブCM）

### 映画
- るろうに剣心 伝説の最期編（維新志士役）
- Paradox Live Dope Show 2024 in CINEMA

### ナレーション
- 歌ってみたの本 January2016 プロモーション動画（2015年）
- 花の都に虎われて（2021年）

### ラジオ
- ParadoxLive Dope Radio #11 #12（Youtube：2020年6月13日、6月20日）
- ミュージックライン（NHK FM：2021年7月9日）
- TALK ABOUT（TBSラジオ：2022年9月3日）
- かよらじ（InterFM897：2022年9月7日、14日）
- TOSA BUZZ（RKCラジオ：2023年6月26日-6月30日）
- うしさせにぎにぎ（文化放送：2024年1月2日-3月26日）
- ParadoxLive Dope Radio #15（文化放送：2024年7月6日、7月13日）
- うしさせにぎにぎ 地上波特番（文化放送：2024年7月11日）
- ParadoxLive Dope Radio #52（文化放送：2025年3月29日）

### その他コンテンツ
- ニコニコ大会議2009-2010 ニコニコ動画(9)全国ツアーin高知（2009年12月12日）
- ニコニコ超パーティーLastNight 〜2×0〜（2012年4月29日）
- ニコニコミュージックマスター2　〜歌と演奏の祭典〜（2013年8月17日）
- ニコニコ超パーティーIII supported by an 〜First Night〜（2014年4月26日）
- ニコニコ町会議2014山口県　豊北夏まつり（2014年8月30日）
- ニコニコ書店会議 in 山形県天童市（2014年12月7日）
- ニコニコ町会議2016宮城県　鹿島台わらじまつり（2016年8月14日）
- ニコニコ超パーティー2016（2016年11月3日）
- ニコニコ町会議2017青森県　南部祭り（2017年8月12日）
- ニコニコ町会議2017大阪府　大阪文化芸術フェス2017（2017年10月21日）
- ニコニコ超パーティー2017（2017年11月3日）
- 東北芸術工科大学 芸工祭（2018年10月8日）
- 大阪アニメ・声優＆eスポーツ専門学校（元：大阪アニメーションスクール専門学校） 学園祭（2019年6月15日）
- Paradox Live Online Meeting -悪漢奴等-　（2021年2月28日）

## ディスコグラフィ

### ソロアルバム
| 枚    | 発売日        | タイトル         | レーベル | 規格   | |
| ----- | ------------- | ---------------- | -------- | ------ | --- |
| 1st   | 2018年4月28日 | First Order      | 志麻     | 通常版 | 全13曲 1. ライアーダンス 2. チュルリラ・チュルリラ・ダッダッダ！ 3. コノ手ニ 4. ドナーソング 5. 星の唄 6. レディーレ 7. 千日紅 8. 東京テディベア 9. 独りんぼエンヴィー arrangement ver. 10. 脱法ロック 11. Mermaid arrangement ver. 12. 愛してもいいかい？ 13. ニバンボシ |
| 2nd   | 2020年4月25日 | noise            | 志麻     | 通常版 | 全9曲 1. ×××Hacker? 2. ダスティピンク 3. ネッ閉じ即抱きREAL LOVE 4. スターサイン 5. believe 6. FEATURE COLORS 7. 快刀乱麻!! 8. ターゲットはキミだった 9. エレクトリック・シープ                                                                                           |
| Cover | 2022年4月6日  | 志麻 歌ってみた① | 志麻     |        | 全10曲 1. だれかの心臓になれたなら 2. ニビョウカン 3. KING 4. Henceforth 5. オートファジー 6. アンヘル 7. ボードゲームライフ 8. ジャガーノート 9. カメリア・コンプレックス 10. ナンセンス文学                                                                             |
| 3rd   | 2022年5月     | ミチシルベ       | 志麻     | 通常版 | 全8曲 1. 恋々遊々 2. セニシエンタ 3. NEVER LET YOU DOWN 4. アロハ！サマーバケーション 5. Majiない♡カリグラフィック 6. FIREFIRE 7. ジャマイカ・ジョー 8. こころあわせ |
| Cover | 2022年7月27日 | 志麻 歌ってみた② | 志麻     |        | 全7曲 1. 疑心暗鬼 2. シャルル 3. バレリーコ 4. 心做し 5. キミノヨゾラ哨戒班 6. ブスに巨乳って意味あんのかよ 7. 禁断少女プラスA |
| 4th   | 2023年4月28日 | Violet           | 志麻     | 通常版 | 全5曲 1. Violet Thunder 2. ウィキアリティ 3. 永遠のシナリオ 4. イエスタデイはトゥモローを歌わない 5. ZEAL |
| 5th   | 2024年4月28日 | star!            | 志麻     | 通常版 | 全5曲 1. 悪女 2. Lights in Blizzard 3. さよならグッバイ 4. NO.17 5. ０光年先の星 |

### キャラクターソング
| 発売日   | タイトル                                | 歌                                        | 楽曲                                         | 備考                                 |
| 2020年   | 2020年                                  | 2020年                                    | 2020年                                       | 2020年                               |
| -------- | --------------------------------------- | ----------------------------------------- | -------------------------------------------- | ------------------------------------ |
| 2月12日  | Paradox Live Opening Show               | 悪漢奴等                                  | 「BAD BOYS 〜悪漢奴等 Underground〜」        | キャラクターCD『Paradox Live』関連曲 |
| 5月8日   | Paradox Live Stage Battle "JUSTICE"     | 悪漢奴等                                  | 「OUTSIDERZ -悪漢奴等is Justice-」           | キャラクターCD『Paradox Live』関連曲 |
| 9月2日   | Paradox Live Stage Battle "FAMILY"      | 悪漢奴等                                  | 「CALL FOR FAMILIEZ -悪漢奴等 is Forever-」  | キャラクターCD『Paradox Live』関連曲 |
| 11月25日 | Paradox Live Exhibition Show            | 悪漢奴等                                  | 「REBELLION -悪漢奴等 is still Burning-」    | キャラクターCD『Paradox Live』関連曲 |
| 11月25日 | Paradox Live Exhibition Show -悪漢奴等- | 悪漢奴等 feat. 倖田來未                   | 「EMPEROR - WE ON FIRE!! -」                 | キャラクターCD『Paradox Live』関連曲 |
| 2021年   |                                         |                                           |                                              |                                      |
| 2月24日  | Paradox Live Stage Battle "VIBES"       | 悪漢奴等                                  | 「ROWDIEZ -悪漢奴等 Wanted Vibes-」          | キャラクターCD『Paradox Live』関連曲 |
| 3月31日  | Paradox Live 1st album "TRAP"           | 悪漢奴等                                  | 「A.K.Y.R -悪漢奴等 Go over da TRAP-」       | キャラクターCD『Paradox Live』関連曲 |
| 3月31日  | Paradox Live 1st album "TRAP"           | BAE、The Cat's Whiskers、cozmez、悪漢奴等 | 「Rap Guerrilla -Paradox Live All ARTISTS-」 | キャラクターCD『Paradox Live』関連曲 |

## ライブ

### ワンマンライブ
| タイトル                                        | 日程                           | 会場 |
| ----------------------------------------------- | ------------------------------ | --- |
| 志麻単独ライブ2013 〜生誕前夜祭だぞこの野郎！〜 | 2013年11月30日                 | 東京・四谷 Live inn MAGIC |
| First Order                                     | 2018年5月4日                   | 東京・新宿ReNY 昼の部/夜の部 |
| First Order II -Mission to Save You-            | 2019年4月20日 - 2019年4月27日  | 全3会場・3公演 - 2019年04月20日 愛知・Zepp Nagoya - 2019年04月26日 東京・Zepp Tokyo - 2019年04月27日 大阪・Zepp Osaka Bayside |
| noise -Black and white world-                   | 2020年11月22日 - 2020年11月9日 | 全4会場・4公演 - 2020年05月02日 愛知・Zepp Nagoya - 2020年05月03日 大阪・Zepp Osaka Bayside - 2020年05月05日 福岡・Zepp Fukuoka - 2020年05月17日 東京・Zepp Tokyo <延期日程> - 2020年11月07日 大阪・Zepp Osaka Beyside - 2020年11月09日 東京・Zepp Tokyo - 2020年11月11日 福岡・Zepp Fukuoka - 2020年11日22日 愛知・Zepp Nagoya |
| SHIMA LIVE TOUR 2021 -re:noise-                 | 2021年5月1日 - 2021年6月13日   | 全4会場・5公演 - 2021年05月01日 福岡・Zepp Fukuoka - 2021年05月04日 愛知・Zepp Nagoya - 2021年05月16日 東京・Zpee DiverCity 昼の部/夜の部 - 2021年08月05日 大阪・Zepp Namba <延期日程> - 2021年05月02日 大阪・Zppp Osaka Baysaid - 2021年06月13日 大阪・Zepp Namba                                                              |
| SHIMA LIVE TOUR 2022 ミチシルベ                 | 2022年5月11日 - 2022年5月21日  | 全6会場・6公演 - 2022年05月11日 大阪・Zepp Namba - 2022年05月12日 愛知・Zepp Nagoya - 2022年05月14日 福岡・Zepp Fukuoka - 2022年05月18日 北海道・Zpee Sapporo - 2022年05月20日 宮城・SENDAI GIGS - 2022年05月21日 東京・Zepp DiverCity                                                                                          |
| SHIMA LIVE TOUR 2023 Violet                     | 2023年5月5日 - 2023年5月25日   | 全6会場・6公演 - 2023年05月05日 大阪・Zepp Osaka Bayside - 2023年05月06日 愛知・Zepp Nagoya - 2023年05月11日 宮城・SENDAI GIGS - 2023年05月14日 東京・Zepp Haneda(TOKYO) - 2023年05月17日 福岡・Zepp Fukuoka - 2023年05月25日 高知・高知県立県民文化ホールオレンジホール                                                        |
| SHIMA LIVE TOUR 2024 star!                      | 2024年5月5日 - 2024年5月26日   | 全4会場・4公演 - 2024年05月05日 大阪・Zepp Osaka Baysaid - 2024年05月06日 福岡・Zepp Fukuoka - 2024年05月18日 愛知・Zepp Nagoya - 2024年05月26日 東京・Zepp Tokyo |

### その他ライブ
| タイトル                   | 日程                         | 公演規模・会場           |
| -------------------------- | ---------------------------- | ------------------------ |
| Paradox Live Dope Show2021 | 2021年3月20日 昼の部/夜の部  | LINE CUBE SHIBUYA        |
| Paradox Live Dope Show2022 | 2022年5月28日 昼の部/夜の部  | PACIFICO Yokohama        |
| Paradox Live Dope Show2023 | 2023年5月21日 昼の部/夜の部  | 幕張メッセイベントホール |
| Paradox Live Dope Show2024 | 2024年5月19日 昼の部/夜の部  | ぴあアリーナMM           |
| Paradox Live 2MAN SHOW     | 2024年11月16日 昼の部/夜の部 | ニッショーホール         |

### ユニットメンバー
1. 1 2 3  翠石依織（近藤孝行）、雅邦善（志麻）、征木北斎（土岐隼一）、円山玲央（矢野奨吾）、伊藤紗月（畠中祐）
2. ↑  朱雀野アレン（梶原岳人）、燕夏準（村瀬歩）、アン・フォークナー（96猫）
3. ↑  西門直明（竹内良太）、神林匋平（林勇）、棗リュウ（花江夏樹）、闇堂四季（寺島惇太）
4. ↑  矢戸乃上珂波汰（小林裕介）、矢戸乃上那由汰（豊永利行）